# Ingrid Croce
Ingrid Croce, geboren als Ingrid Jacobson, (27 april 1947) is een Amerikaanse schrijfster, singer-songwriter en restauranthouder. Ze is ook de weduwe van de overleden singer-songwriter Jim Croce. Met Jim Croce heeft zij een zoon gekregen; de singer-songwriter A. J. Croce.
Tussen 1964 en 1971 hebben Jim en Ingrid als een duo opgetreden. Ze hebben een album uitgebracht dat Jim & Ingrid Croce heet.
Na Jim Croce's dood in 1973 door een vliegtuigongeluk heeft Ingrid zich veel beziggehouden met het in stand houden van de herinnering van haar man. Ze is gaan schrijven en is in 1985 een restaurant begonnen, wat een grap was van Jim. Het restaurant sloot in 2016 haar deuren. Het restaurant heette Croce's Restaurant & Jazz Bar, en was te vinden in San Diego.